# Список греческих флагов
На этой странице представлен список флагов, использующихся или использовавшихся на территории современной Греции.

## Ныне используемые флаги

### Государственный флаг
| Флаг | Годы                    | Использование                | Описание |
| ---- | ----------------------- | ---------------------------- | --- |
|      | 1822—1978, 1978 — н. в. | Государственный флаг Греции. | Девять чередующихся голубых и белых полос равной ширины. Верхний крыж голубого цвета содержит белый греческий (прямой) крест. |

### Президентский штандарт
| Флаг | Годы         | Использование | Описание |
| ---- | ------------ | --- | -------- |
|      | 1979 — н. в. | Отличительный флаг Президента Греческой Республики. Поднимается на греческих кораблях и судах если глава государства на борту. |          |

### Военные флаги
| Флаг | Годы         | Использование                                                                                      | Описание |
| ---- | ------------ | -------------------------------------------------------------------------------------------------- | --- |
|      | 1822 — н. в. | Военно-морской флаг Греции.                                                                        | Синее квадратное полотнище с прямым белым крестом. В периоды монархического правления в центре креста находились герб Виттельсбахов с короной (1833—1862), либо просто корона без герба (1863—1924 и 1935—1970). |
|      | 1822 — н. в. | Гюйс ВМС Греции.                                                                                   | Синее квадратное полотнище с прямым белым крестом. В периоды монархического правления в центре креста находились герб Виттельсбахов с короной (1833—1862), либо просто корона без герба (1863—1924 и 1935—1970). |
|      |              | Вымпел военных кораблей ВМС Греции (греч. Επισείων του Πολεμικού Ναυτικού).                        | Синее треугольное полотнище в пропорции 1:20 с прямым белым крестом в основании. |
|      |              | Военный флаг (греч. Πολεμική Σημαία Στρατού Ξηράς).                                                | Светло-синее квадратное полотнище с прямым белым крестом, в центре которого находится изображение Св. Георгия.                                                                                                   |
|      | 1956 — н. в. | Флаг главы Правительства. Поднимается на греческих кораблях и судах если премьер-министр на борту. | Аналогичен гюйсу ВМС Греции, при этом в первой четверти расположены три диагональных восходящих белых полосы. |
|      | 1956 — н. в. | Флаг министра обороны. Поднимается на греческих кораблях и судах если министр на борту.            | Аналогичен гюйсу ВМС Греции, при этом в первой четверти расположены три диагональных восходящих, а в четвёртой — три диагональных нисходящих белых полосы                                                        |

### Региональные и муниципальные флаги
| Флаг                      | Годы                     | Использование                                                                | Описание |
| ------------------------- | ------------------------ | ---------------------------------------------------------------------------- | -------- |
| Flag of Macedonia         | конец 1980-х гг. — н. в. | Флаг греческого региона Македония.                                           |          |
| Flag of the South Aegean. |                          | Флаг области Южные Эгейские острова.                                         |          |
|                           |                          | Флаг области Северные Эгейские острова.                                      |          |
|                           |                          | Флаг области Фессалия.                                                       |          |
|                           |                          | Флаг области Центральная Греция.                                             |          |
|                           |                          | Флаг области Эпир.                                                           |          |
|                           |                          | Флаг округа Крит.                                                            |          |
|                           |                          | Флаг округа Западная Греция.                                                 |          |
|                           |                          | Флаг города Салоники.                                                        |          |
|                           |                          | Флаг города Ханья.                                                           |          |
|                           |                          | Флаг острова Закинф.                                                         |          |
|                           |                          | Флаг острова Корфу.                                                          |          |
|                           | 1800                     | Флаг Ионических островов.                                                    |          |
|                           | 1821                     | Флаг острова Идра. Использовался судами Идры во время Греческой революции.   |          |
|                           | 1821                     | Флаг острова Псара. Использовался судами Псары во время Греческой революции. |          |
|                           | 1821                     | Флаг острова Спеце. Использовался судами Спеце во время Греческой революции. |          |

## Не используемые ныне флаги
| Флаг                                     | Годы                 | Использование | Описание |
| ---------------------------------------- | -------------------- | --- | --- |
|                                          | 1770-е — 1820-е      | Флаг возник во время восстания 1769 года. Перекликается с более древними вариантами. Получил широкое распространение на первых этапах Греческой революции.                                                                                                   | Белое полотнище с синим прямым крестом. |
|                                          | 1822—1828            | Первый торговый флаг Греческого торгового флота, принятый в январе 1822 года. Отменён в 1828 году — было решено использовать единый кормовой флаг, до этого использовавшийся с 1822 года как военно-морской (ныне используемый в качестве государственного). | Синее полотнище с инверсией государственного флага в верхнем крыже. |
|                                          | 1822—1970, 1975—1978 | В январе 1822 года Первая национальная ассамблея приняла этот флаг в качестве единого национального флага взамен различных вариантов революционных флагов.                                                                                                   | Синее полотнище с белым прямым крестом. В 1863—1924 и 1935—1970 годах, в периоды монархического правления, в центре флага могла располагаться золотая корона. |
|                                          | 1833—1858            | Морской штандарт короля Греции Оттона I, утверждённый в 1833 году. Поднимался на греческих кораблях и судах в качестве кормового флага если король на борту.                                                                                                 | Голубое полотнище в пропорции 7:10 с белым прямым крестом, в центре креста — герб Виттельсбахов, увенчанный короной. |
|                                          | 1858—1862            | Морской штандарт короля Греции Оттона I, утверждённый в 1858 году. Поднимался на греческих кораблях и судах в качестве кормового флага если король на борту.                                                                                                 | Голубое полотнище в пропорции 2:3 с белым прямым крестом, в центре креста — герб Виттельсбахов, увенчанный короной. |
|                                          | 1833—1858            | Военно-морской флаг Королевства Греция времён правления короля Оттона I, утверждённый в 1833 году. | Флаг в пропорции 18:25 состоит из девяти равновеликих горизонтальных чередующихся полос голубого и белого цветов. В верхнем крыже расположен греческий крест, в центре которого изображён герб Виттельсбахов, увенчанный короной. |
|                                          | 1858—1862            | Военно-морской флаг Королевства Греция времён правления короля Оттона I, утверждённый в 1858 году. | Флаг в пропорции 2:3 состоит из девяти равновеликих горизонтальных чередующихся полос голубого и белого цветов. В верхнем крыже расположен греческий крест, в центре которого изображён герб Виттельсбахов, увенчанный короной. |
|                                          | 1863—1913            | Первый королевский штандарт Греции. | Напоминает датский флаг (греческие и датские короли принадлежали одной династии). При этом красный цвет заменён синим, а в центре расположен герб Глюксбургов. |
|                                          | 1913—1922            | Королевский штандарт, использовавшийся с 1913 года. | Равностороннее светло-синее полотнище с белым прямым крестом. В центре расположен герб короля Константина I. Позади герба расположены два перекрещивающихся фельдмаршальских жезла. |
|                                          | 1916—1922            | Штандарт наследника престола, использовавшийся с 1916 года. | Равностороннее светло-синее полотнище с белым прямым крестом. В первой и третьей четверти расположены короны. |
|                                          | 1863—1913            | Штандарт короля Георга I. | |
|                                          | 1935—1974            | Королевский штандарт, использовавшийся с 1935 года. | |
|                                          | 1935—1974            | Штандарт наследника престола, использовавшийся с 1935 года. | |
|                                          | 1935—1974            | Штандарт королевской семьи, использовавшийся с 1935 года. | |
| Royal Flag during the Greek Royal Family | 1935—1970            | Королевский вариант государственного флага, использовавшийся с 1935 года. | |
|                                          | 1863—1924, 1935—1970 | Государственный и военный флаг Королевства Греция времён правления династии Глюксбургов. | |
|                                          | 1863—1924, 1935—1970 | Военно-морской флаг Королевства Греция времён правления династии Глюксбургов. | |
|                                          | 1863—1924, 1935—1970 | Гюйс Греческого королевского флота времён правления династии Глюксбургов. | |
|                                          | 1936—1967            | Королевский брейд-вымпел времён правления династии Глюксбургов после восстановления монархии в 1935 году. Поднимался на греческих кораблях (вместо вымпела военного корабля) если король на борту.                                                           | Светло-синее коническое полотнище со штандартом королевской семьи у шкаторины (по центру штандарта расположен белый греческий крест, горизонтальная линия креста идёт по всей длине брейд-вымпела, в центре креста изображён герб Глюксбургов). Отношение ширины штандарта к длине брейд-вымпела — 1:5, ширины штандарта к его длине — 1:1, ширины вольной кромки брейд-вымпела к ширине штандарта — 2:5. |
|                                          |                      | Знамя королевских ВВС, использовавшееся до 1973 года. | |
|                                          |                      | Знамя греческих ВВС и гражданской авиации (1973—1978). | |
|                                          | 1964—1980            | Флаг греческой береговой охраны. | |
|                                          | 1970—1975            | Государственный флаг, использовавшийся режимом «чёрных полковников». | Пропорция 7:12. |

### Исторические флаги
| Флаг | Годы      | Использование | Описание |
| ---- | --------- | --- | -------- |
|      | ок. 1350  | Флаг Константинополя, указанный в испанском атласе XIV века Conosçimiento de todos los reynos.                     |          |
|      |           | Флаг «истинной Греции и империи греков», также представленный в Conosçimiento de todos los reynos.                 |          |
|      |           | Флаг Греческой православной церкви.                                                                                |          |
|      | 1431—1619 | Флаг греческих сипахов. Похожие флаги использовались в период революции.                                           |          |
|      |           | Т. н. «греко-османское» знамя. Использовалось греческими торговыми судами на закате Османской империи.             |          |
|      |           | Флаг общества «Филики этерия».                                                                                     |          |
|      | 1821—1825 | Флаг Ареопага восточной континентальной Греции, регионального правительства, возникшего в революционный период.    |          |
|      | 1821      | Флаг Священного отряда.                                                                                            |          |
|      | 1821      | Флаг, использовавшийся Афанасием Дьяком и его нерегулярными войсками в революционный период.                       |          |
|      | 1821      | Первый революционный флаг, поднятый Андреасом Лондосом в начале революции.                                         |          |
|      | 1821      | Флаг, использовавшийся Александром Ипсиланти.                                                                      |          |
|      | 1821      | Флаг, использовавшийся Антимосом Газисом и его фессалийскими нерегулярными войсками в революционный(1821). период. |          |
|      | 1821      | Флаг Военно-политической системы Самоса.                                                                           |          |
|      | 1821      | Флаг революционеров Халкидики.                                                                                     |          |
|      | 1821      | Флаг войск автономного острова Мани.                                                                               |          |
|      | 1800—1807 | Флаг Республики Семи Островов, русско-османского протектората на территории Ионических островов.                   |          |
|      | 1817—1864 | Флаг британского протектората Ионической республики.                                                               |          |

## Флаги, использовавшиеся и используемые за пределами Греции
| Флаг                                 | Годы                     | Использование                                                                                                   | Описание |
| ------------------------------------ | ------------------------ | --- | -------- |
|                                      | 1834—1912                | Флаг автономного Княжества Самос, подконтрольного Османской империи.                                            |          |
|                                      | 1834—1912                | Царственный флаг Княжества Самос, подконтрольного Османской империи.                                            |          |
| Flag of the Cretan State             | 1898—1913                | Флаг автономного Критского государства.                                                                         |          |
| Flag used during the siege of Arkadi | 1866                     | Флаг, использовавшийся в монастыре Аркади критскими христианами-юнионистами во время восстания 1866—1869 годов. |          |
|                                      | 1912                     | Флаг свободного государства Икария.                                                                             |          |
|                                      | 1914                     | Флаг Автономной Республики Северного Эпира.                                                                     |          |
|                                      | 1917—1922                | Флаг Республики Понт.                                                                                           |          |
|                                      | апрель — август 1960 г.  | Государственный и военно-морской флаг Республики Кипр, утверждённый 6 апреля 1960 года.                         |          |
|                                      | август 1960 г. — 2006 г. | Государственный и военно-морской флаг Республики Кипр, утверждённый 16 августа 1960 года.                       |          |
|                                      | 2006 — н. в.             | Государственный и военно-морской флаг Республики Кипр, утверждённый 20 апреля 2006 года.                        |          |
|                                      | 1964 — н. в.             | Гюйс ВМС и морской полиции Кипра.                                                                               |          |